# Daniel Simmes
Daniel Simmes (ur. 12 sierpnia 1966 w Dortmundzie) – niemiecki piłkarz występujący na pozycji napastnika.

## Kariera klubowa
Simmes jako junior grał w klubie DJK Karlsglück. W 1984 roku trafił do pierwszoligowej Borussii Dortmund. W Bundeslidze zadebiutował 25 sierpnia 1984 w przegranym 1:2 meczu z Hamburgerem SV. 5 października 1984 w wygranym 2:1 spotkaniu z Bayerem 04 Leverkusen strzelił pierwszą bramkę w trakcie gry w Bundeslidze. Ten gol został potem uznany golem roku 1984. W Borussii Simmes grał do 1988 roku.
Latem 1988 roku przeszedł do Karlsruher SC, również grającego w Bundeslidze. Pierwszy ligowy mecz zaliczył tam 23 lipca 1988 przeciwko Hannoverowi 96 (3:2). W ciągu trzech sezonów w KSC Simmes rozegrał 60 ligowych spotkań i zdobył 7 bramek.
W 1991 roku podpisał kontrakt z belgijskim Lierse SK. Grał tam przez cztery lata, a w 1995 roku powrócił do Niemiec. Był tam graczem Alemannii Akwizgran oraz Wuppertaler SV, występujących w Regionallidze. Następnie ponownie wyjechał do Belgii. Grał w klubach FC Denderleeuw, FC Schoten SK, SK Heist oraz FC Tremlo, gdzie w 2004 roku zakończył karierę.

## Kariera reprezentacyjna
Simmes rozegrał 3 spotkania w reprezentacji Niemiec U-21.